# Gamers!
Gamers! (ゲーマーズ！?, Gēmāzu!) è una serie di light novel scritta da Sekina Aoi e illustrata da Saboten. Dodici volumi sono stati pubblicati da Fujimi Shobō, sotto l'etichetta Fujimi Fantasia Bunko, a partire da marzo 2015. Un adattamento manga yonkoma è stato serializzato sul Dragon Magazine sempre di Fujimi Shobo dal 26 ottobre 2016 al 26 luglio 2019, mentre un adattamento anime, prodotto da Pine Jam, è stato trasmesso in Giappone tra il 13 luglio e il 28 settembre 2017.

## Personaggi

### Principali
Keita Amano (雨野 景太?, Amano Keita)
Doppiato da: Megumi Han
Karen Tendō (天道 花憐?, Tendō Karen)
Doppiata da: Hisako Kanemoto
Chiaki Hoshinomori (星ノ守 千秋?, Hoshinomori Chiaki)
Doppiata da: Manaka Iwami
Tasuku Uehara (上原 祐?, Uehara Tasuku)
Doppiato da: Toshiyuki Toyonaga
Aguri (亜玖璃?, Aguri)
Doppiata da: Rumi Ōkubo

### Membri del Gamers club
Reiichi Misumi (三角 瑛一?, Misumi Reiichi)
Doppiato da: Natsuki Hanae
Gakuto Kase (加瀬 岳人?, Kase Gakuto)
Doppiato da: Yasuaki Takumi
Niina Ōiso (大磯 新那?, Ōiso Niina)
Doppiata da: Yuna Yoshino

## Media

### Light novel
La serie di light novel è stata scritta da Sekina Aoi con le illustrazioni di Saboten. Il primo volume è stato pubblicato da Fujimi Shobō, sotto l'etichetta Fujimi Fantasia Bunko, il 20 marzo 2015 e al 18 marzo 2017 ne sono stati messi in vendita in tutto sette.

### Manga
Un adattamento manga yonkoma, scritto da Aoi e disegnato da Yamucha, è stato serializzato sulla rivista Dragon Magazine di Fujimi Shobō dal 26 ottobre 2016 al 26 luglio 2019. Sette volumi tankōbon sono stati pubblicati tra il 25 marzo 2017 e il 26 ottobre 2019.

### Anime
Annunciato il 22 ottobre 2016 all'evento Fantasia Bunko Daikanshasai di Fujimi Fantasia Bunko, un adattamento anime di dodici episodi, prodotto da Pine Jam e diretto da Manabu Okamoto, è andato in onda dal 13 luglio al 28 settembre 2017. Le sigle di apertura e chiusura sono rispettivamente Gamers! di Hisako Kanemoto, Manaka Iwami e Rumi Ōkubo e Fight on! delle Luce Twinkle Wink. In tutto il mondo, ad eccezione dell'Asia, gli episodi sono stati trasmessi in streaming in simulcast, anche coi sottotitoli in lingua italiana, da Crunchyroll.

#### Episodi
| Nº | Titolo italiano Giapponese 「Kanji」 - Rōmaji                                                                                                | In onda           | In onda |
| Nº | Titolo italiano Giapponese 「Kanji」 - Rōmaji                                                                                                | Giapponese        |         |
| 1  | Keita Amano e le cronache dei prescelti 「雨野景太と導かれし者達」 - Amano Keita to michibikareshi monotachi                                 | 13 luglio 2017    |         |
| 2  | Uehara Tasuku e il new game plus 「上原祐と強くてニューゲーム」 - Uehara Tasuku to tsuyokute nyū gēmu                                        | 20 luglio 2017    |         |
| 3  | Chiaki Hoshinomori e lo StreetPass 「星ノ守千秋とすれ違い通信」 - Hoshinomori Chiaki to Surechigai Tsūshin                                   | 27 luglio 2017    |         |
| 4  | Intermission × Karen Tendou e le giornate storte 「INTERMISSION × 天道花憐とスランプ・デイズ」 - Intermission × Tendō Karen to suranpu deizu | 3 agosto 2017     |         |
| 5  | Aguri e l'errore di comunicazione 「亜玖璃と通信エラー」 - Aguri to tsūshin erā                                                              | 10 agosto 2017    |         |
| 6  | I giocatori e il game over catastrofico 「天道花憐と不意打ちハッピーエンド」 - Gēmāzu to zenmetsu gēmu ōbā                                   | 17 agosto 2017    |         |
| 7  | Keita Amano e il miglior passatempo per Karen Tendou 「雨野景太と天道花憐の最高の娯楽」 - Amano Keita to Tendō Karen no saikō no goraku      | 24 agosto 2017    |         |
| 8  | Una patita di giochi erotici e la modalità osservazione 「エロゲーマーと観戦モード」 - Erogēmā to kansen mōdo                                | 31 agosto 2017    |         |
| 9  | Chiaki Hoshinomori e l'account hackerato 「星ノ守千秋とアカウントハック」 - Hoshinomori Chiaki to akaunto hakku                              | 7 settembre 2017  |         |
| 10 | I giocatori e il livello successivo 「ゲーマーズとネクストステージ」 - Gēmāzu to nekusuto sutēji                                             | 14 settembre 2017 |         |
| 11 | I giocatori e la gioventù che <continua> 「ゲーマーズと青春コンティニュー」 - Gēmāzu to seishun kontinyū                                     | 21 settembre 2017 |         |
| 12 | I giocatori e le microtransazioni 「ゲーマーズと課金トーク」 - Gēmāzu to kakin tōku                                                          | 28 settembre 2017 |         |